# Llucià Francesc Comella i Vilamitjana
Llucià Francesc Comella i Vilamitjana (Vic, Osona, 1751 — Madrid, Espanya, 1812), fou un prolífic dramaturg català en llengua castellana, autor de més de dues-centes obres, afí a les idees austriacistes.
Era fill d'un pare militar austriacista al qual haven estat confiscats els béns a conseqüència dels fets de 1714. En quedar orfe ben aviat fou recollit per un company d'armes, el marquès de Mórtara, també d'idees austriacistes, al seu palau de Madrid, on el jove Comella, sense estudis universitaris, aprengué idiomes, coneixements mitològics, històrics i de l'Europa del seu temps, que incorporà a les seves obres. És autor d'un gran nombre d'obres teatrals, essencialment drames històrics a l'estil de Calderón. Fou atacat pels neoclàssics, com Leandro Fernández de Moratín, que el satiritzà en alguna de les seves obres. La seva biografia i obra va caure en un considerable oblit fins a algun estudi del musicòleg català Josep Subirà i Puig i als estudis d'Ernest Lluch sobre la Il·lustració i l'austriacisme a la Catalunya del segle xviii, entre d'altres. També fou autor del text de tonadillas, sarsueles, melòlegs, oratoris i òperes. Entre el 1806 i el 1808 dirigí la Companyia espanyola del Teatre de Barcelona, on hi estrenà obres del seu rival Moratín. Amb la invasió napoleònica tornà a Madrid, on hi morí arruïnat.